# Stortromme
En stortromme er betegnelsen for den største tromme i et trommesæt, samt et separat slagtøjsinstrument, der bliver brugt i march-, symfoni- og harmoniorkestre. Trommen er lavet af træ eller metal, og har et skind på hver side.

## Stortromme typer
Trommesæts-stortrommen er typisk 20-22 tommer i diameter, og slås an med en hård filt-kølle, der betjenes med en pedal. For at opnå en tør lyd, der ikke runger, vil en rock-trommeslager typisk bruge et skind med hul i som frontskind (det skind, der vender bort fra trommeslageren) og lægge tæpper eller skumgummistykker ind i trommen.
Orkester-stortrommen er normalt 36 tommer eller mere i diameter og er ophængt i et stativ, så trommen let kan vippes mellem opretstående og liggende position. Slagtøjsspilleren slår trommen an med en stor filtkølle (eller to, hvis der skal spilles hvirvler) på den ene side af trommen, mens bagskindet dæmpes med den anden hånd, så klang og resonanstid kan varieres mellem en meget rungende klang til en kort, tør lyd. Knæet kan også bruges til at dæmpe slagskindet (det skind, der bliver spillet på). En orkesterstortromme har en meget dyb klang, og kan som lydeffekt bruges til at simulere jordskælv eller torden.
En march-stortromme er mellem 18 og 30 tommer i diameter, men smallere end de andre slags stortrommer, da den skal kunne bæres på maven under marchturene. Lyden er mere tør og dump end en orkesterstortromme.